# Mîsove (Mîsove), Lenine
Mîsove (în ucraineană Мисове) este localitatea de reședință a comunei Mîsove din raionul Lenine, Republica Autonomă Crimeea, Ucraina.

## Demografie
Componența lingvistică a localității Mîsove
     Rusă (84,55%)
     Ucraineană (11,88%)
     Tătară crimeeană (2,77%)
     Alte limbi (0,6%)
Conform recensământului din 2001, majoritatea populației localității Mîsove era vorbitoare de rusă (84,55%), existând în minoritate și vorbitori de ucraineană (11,88%) și tătară crimeeană (2,77%).